# 庐山球蛛
庐山球蛛（学名：Theridion lushanensis）为球蛛科球蛛属的动物。在中国大陆，分布于江西等地。该物种的模式产地在江西庐山。